# آرتور پرینس (بازیکن فوتبال)
آرتور پرینس (انگلیسی: Arthur Prince; ۸ دسامبر ۱۹۰۲ – ۱۹۸۰ (۷۷−۷۸ سال)) بازیکن فوتبال اهل بریتانیا بود.
از باشگاه‌هایی که در آن بازی کرده‌است می‌توان به باشگاه فوتبال شفیلد ونزدی، باشگاه فوتبال والسال، باشگاه فوتبال هال سیتی، باشگاه فوتبال بریستول راورز، و باشگاه فوتبال پورت ویل اشاره کرد.